# Florian Pinel
Florian Pinel (* 16. November 1985) ist ein ehemaliger französischer Nordischer Kombinierer.
Pinel begann seine internationale Karriere 2003 bei FIS-Juniorenwettbewerben. Ab 2005 startete er im B-Weltcup der Nordischen Kombination. Bei der Winter-Universiade 2007 in Pragelato verpasste er im Gundersen mit dem vierten Platz die Medaillenränge nur knapp. Am 31. Januar 2009 gab er in Chaux-Neuve sein Debüt im Weltcup der Nordischen Kombination. Dabei gelang ihm im zweiten Wettbewerb, sowie einige Tage später in Seefeld, das Erreichen der Punkteränge. Die Saison 2008/09 beendete er auf dem 45. Platz der Weltcup-Gesamtwertung. In der folgenden Saison startete er weiter im Continentalcup, wurde jedoch erneut einige Male im Weltcup eingesetzt und erreichte dabei wie auch in der Vorsaison Weltcup-Punkte. Mit diesen Punkten beendete er die Saison 2009/10 auf dem 64. Platz der Weltcup-Gesamtwertung.
Nach einem letzten Continentalcup-Rennen im März 2011 in Høydalsmo, bei welchem er 21. wurde, beendete er seine aktive Sportlerkarriere.
Pinel lebt heute unverheiratet in Seynod.